# الصم في السياسة
يدور تاريخ الصم في السياسة حول دخول الصم في عالم السياسة. إن وجود الصم في السياسة حديث العهد. يعنينا هنا الصم الذين يتواصلون بلغة الإشارة .

## التاريخ

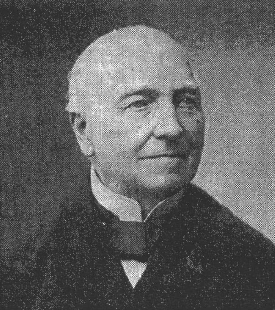
فرديناند بيرتييه

فرديناند بيرتييه كان أول مرشح للصم في الانتخابات التشريعية الفرنسية عام 1848. لكنه لم يُنتخب. 
من عام 1880 إلى عام 1970 ، حظر مؤتمر ميلانو استخدام لغات الإشارة في أوروبا.
من الستينيات، بدأ الصم في الحشد من أجل الاعتراف بلغة الإشارة وحقوق الصم ، وساعدهم في ذلك بعض الأشخاص السامعين مثل ويليام ستوك في الولايات المتحدة وبرنارد موتيز في فرنسا ثم في أوروبا.
في عام 1990 ، تم انتخاب أصم في الانتخابات البرلمانية الكندية لأول مرة. انه النائب غاري مالكوفسكي .
بعد ذلك، كانت ويلما نيوهود-دروتشن أول نائبة منتخبة من جنوب إفريقيا . في عام 2007 ، كانت هيلغا ستيفنز أول صماء تكون سيناتورًا في بلجيكا. أخيرًا، في عام 2009 ، يعد آدم كوسا أول عضو في البرلمان الأوروبي.

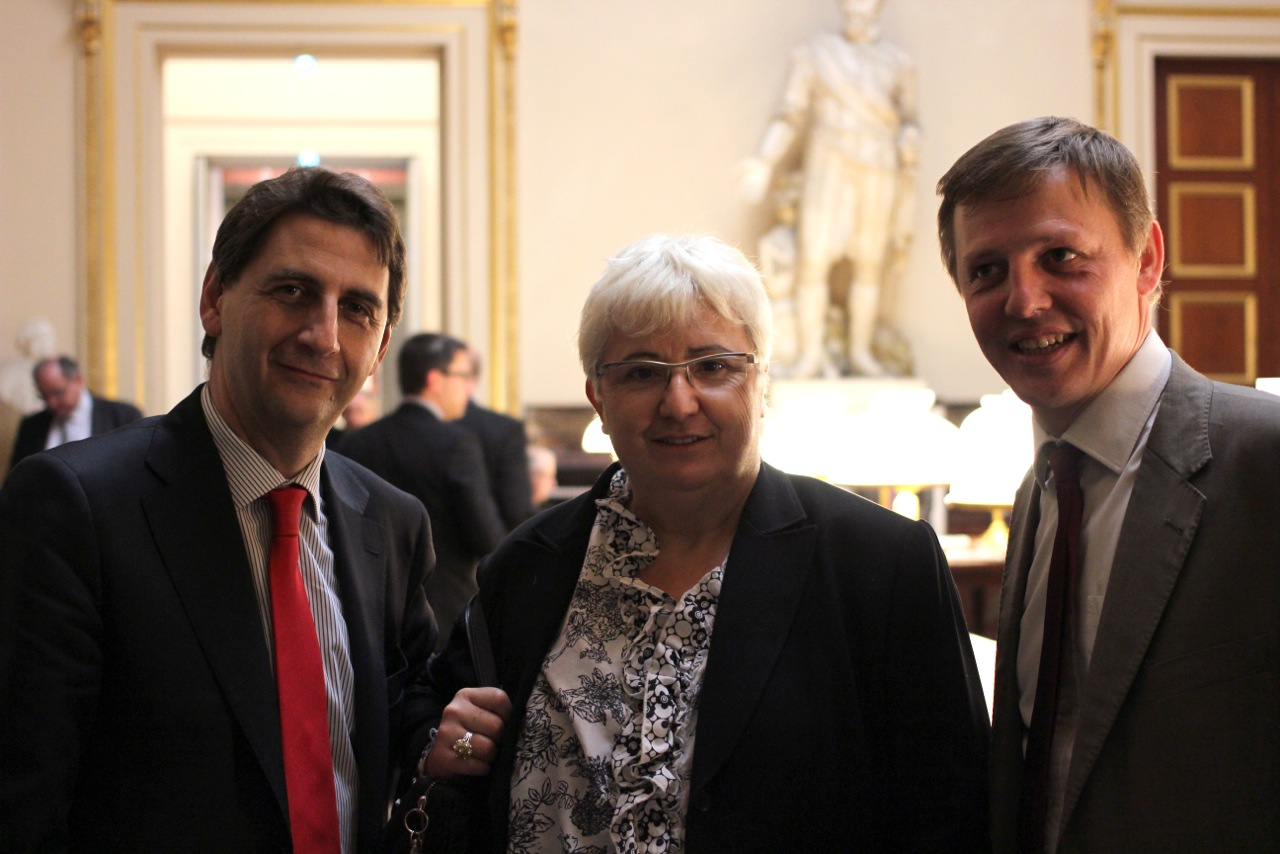
رافايل بوتون على اليمين

في فرنسا، ليس هناك نواب صم، لكن في عام 2012 ، تم انتخاب رافاييل بوتون نائباً لنائب.

## قائمة ببعض السياسيين الصم

### أعضاء مجلس الشيوخ
بلاد

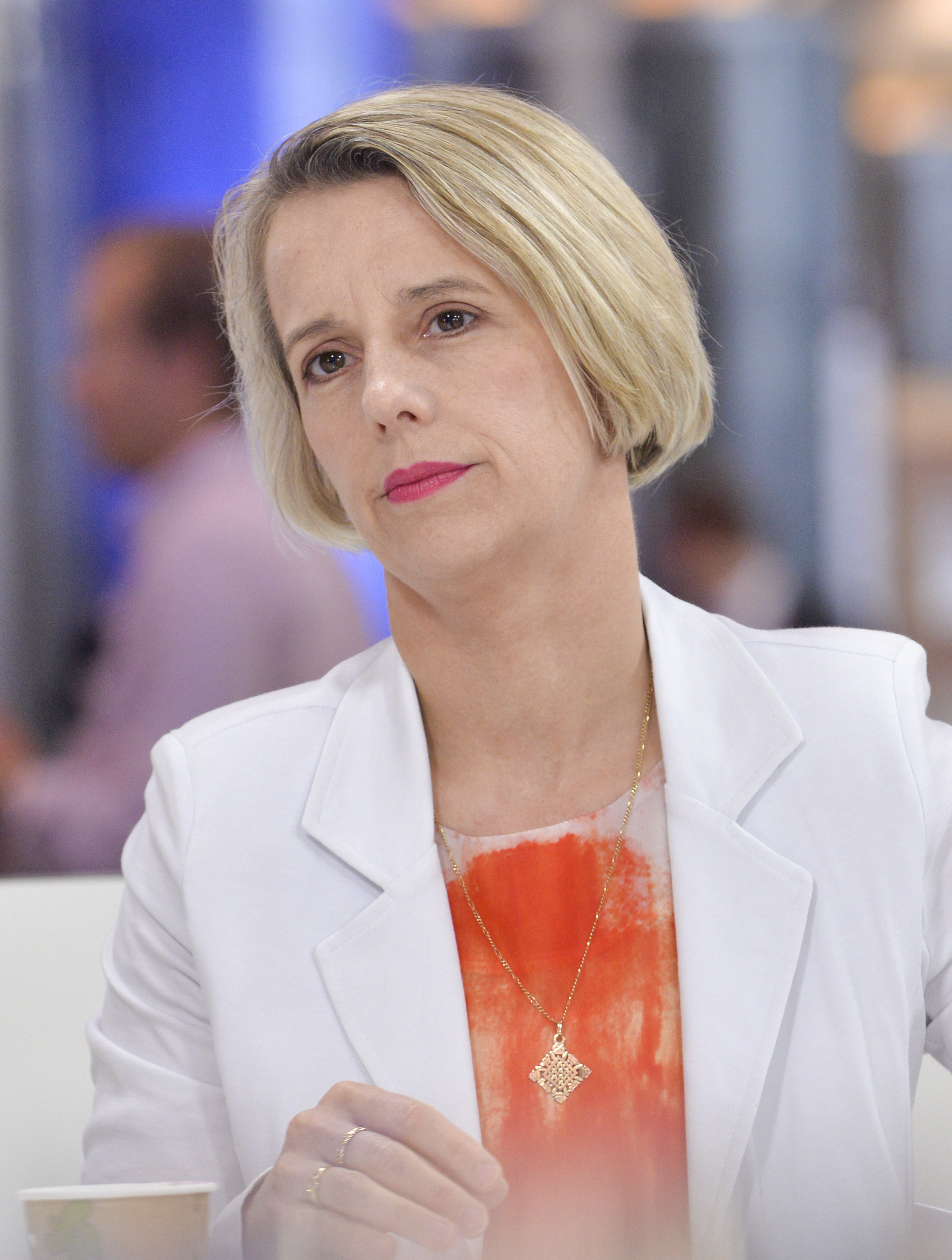
هيلجا ستيفنز

- هيلغا ستيفنز ، 4 يوليو 2007 - 25 مايو 2014
- بيلار ليما ، منذ 22 يوليو 2015

### النواب
الاتحاد الأوروبي
- أدم كوسا ، منذ عام 2009
- هيلغا ستيفنز ، منذ 1 يوليو 2014

بلاد
- ستيفانو بوتيني منذ 1992

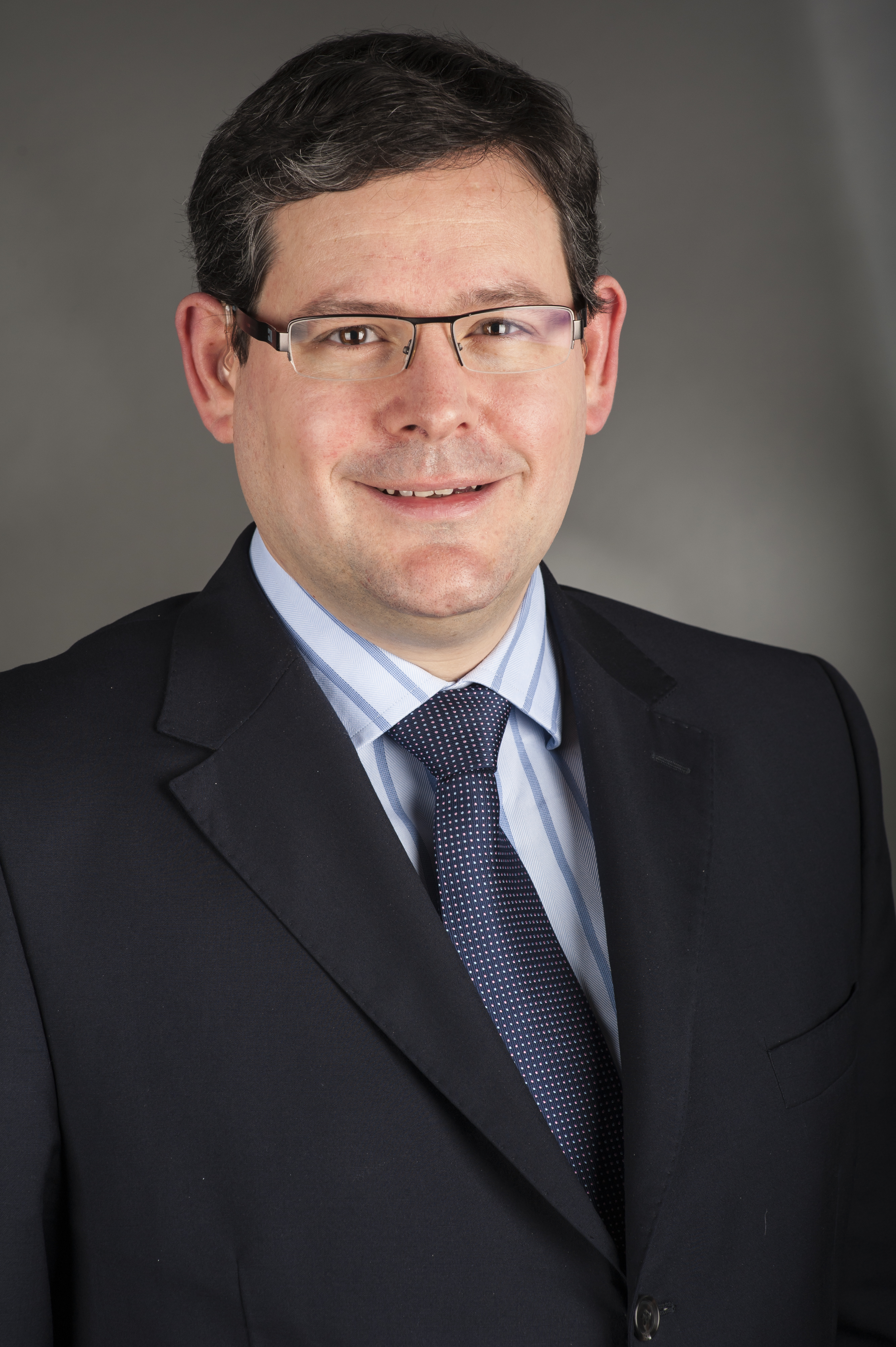
أدم كوسا

- غاري مالكوفسكي ، 1990 - 1995
- ويلما نيوهود-دروتشين ، 1999 -؟
- هيلغا ستيفنز ، 13 يونيو 2004 - 25 مايو 2014
- سيغورلن مارغريت سيجورداردوتير ، 1 أكتوبر 2003 - ديسمبر 2003، عضو بديل لمدة ثلاثة أشهر فقط
- ديميترا آربوغلو ، سبتمبر 2007 - أكتوبر 2009
- هيلين جارمر ، منذ 10 يوليو 2009.
- جيرجلي تابولزاي ، منذ 25 أبريل 2010
- موجو ماذرز ، منذ 26 نوفمبر 2011.[4]